# Ingund Mewes
Ingund Mewes (* 5. Mai 1934 in Hannover; † 18. Februar 2005 in Köln) war eine Theaterregisseurin, Schauspielerin und Autorin. Das von ihr gegründete und geführte Piccolo-Theater in Köln war das einzige professionelle Frauentheater mit festem Sitz im deutschsprachigen Raum. Weiterhin setzte sie sich als feministische Aktivistin gegen das Abtreibungsverbot nach § 218 StGB ein, arbeitete als Sprecherin für WDR, ARD und Deutsche Welle und war die erste weibliche Kommentarsprecherin im Fernseh-Magazin Monitor.

## Leben und Wirken

### Kindheit und Jugend
Ingund Mewes wuchs mit zwei jüngeren Brüdern als Tochter einer Hausfrau und eines Architekten auf. Die mit ihrer Mutter häufig unternommenen Theaterbesuche veranlassten sie bereits im Alter von fünf Jahren, sich für eine Karriere als Schauspielerin zu entscheiden. Von ihrem Großvater und ihren Eltern wurden ihr früh eine ökologische und pazifistische Einstellung vermittelt, welche durch eigene Erfahrungen während und nach der Zeit des Zweiten Weltkriegs verstärkt wurde; später wurde sie dezidierte Antifaschistin. Bis 1951 besuchte sie die Elisabeth-Granier-Mädchenschule (heute aufgeteilt in die Käthe-Kollwitz-Schule und  Ricarda-Huch-Schule) in Hannover, welche sie ohne Abitur abschloss.

### Theater und Rundfunk
Anschließend absolvierte sie eine dreijährige Ausbildung an der Staatlichen Akademie für Musik & Theater (heute: Hochschule für Musik, Theater und Medien) in Hannover und erhielt 1954 ein festes Engagement am dortigen Staatstheater. Hier stand sie im Stück Johannisnacht zum ersten Mal auf der Bühne und schloss Bekanntschaft mit Hanns Lothar und Heinz Bennent. 1956–59 arbeitete sie am Stadttheater Hildesheim (heute: Theater für Niedersachsen), bevor sie 1959 an den Städtischen Bühnen Dortmund angestellt wurde. Besonders erfolgreich war sie hier mit ihrer Rolle als Heilige Johanna. Ebenfalls 1959 heiratete Ingund Mewes und bekam ihre erste Tochter Dorothea.
Weiterhin erhielt sie Fernseh-Angebote und war beim WDR tätig. In den folgenden Jahren übernahm sie auch Aufgaben bei der ARD und Deutschen Welle und arbeitete sich zur ersten Sprecherin im Aktuellen Sprecherdienst des WDR hoch; außerdem war sie die erste weibliche Kommentarsprecherin im Fernseh-Magazin Monitor. Ihre Arbeit beim Rundfunk übte sie bis 1994 aus, war aber noch bis zu ihrer Pensionierung an Hörspielproduktionen für den WDR beteiligt (unter anderem mit Renan Demirkan und Christian Brückner).
1962 verließ sie ihre Arbeitsstelle am Theater in Dortmund und war nun am Grenzlandtheater Aachen engagiert. 1966, zwei Jahre nach der Geburt ihrer zweiten Tochter Christine, zog Ingund Mewes mit ihrer Familie nach Porz um und begann eine Tätigkeit als Freie am Schauspiel Köln. Zwischen 1968 und 1974 engagierte sie sich als Vorsitzende der Gesellschaft für Politik und Bildung in Porz und war zudem Mitglied des Kabaretts Die Snobtimisten in Bensberg. Weiterhin spielte Ingund Mewes 1976 bei der Welturaufführung von Ansichten eines Clowns am Schauspiel Düsseldorf mit, wobei sie persönliche Bekanntschaft mit Annemarie und Heinrich Böll schloss.

### Politisches Engagement
In den 1970er Jahren begann Ingund Mewes, sich in der feministischen Bewegung in Köln zu engagieren. Außerdem setzte sich Mewes, die nach eigener Aussage viermal abtreiben lassen musste („so, daß ich einmal fast gestorben wäre“), aktiv gegen das Abtreibungsverbot nach § 218 StGB ein und brachte am 19. Juli 1971 gemeinsam mit 29 anderen Frauen 86.000 Unterschriften nach Bonn zu Justizminister Gerhard Jahn, welche aus Solidarität zur Selbstbezichtigungskampagne Wir haben abgetrieben! gegen das Verbot gesammelt worden waren. Am 5. und 6. Oktober desselben Jahres beteiligte sich Ingund Mewes weiterhin am Politischen Nachtgebet „JA zum Leben, nein zu § 218“ in der Kölner Antoniterkirche und hielt anlässlich des westeuropaweiten Kampftages gegen Abtreibungsverbote und für mehr Frauenrechte am 20. November 1971 eine Rede zu „Weg mit dem § 218“ auf dem Offenbachplatz Köln.
Ingund Mewes ließ sich 1974/75 scheiden und zog ihre Töchter allein groß. Außerdem engagierte sie sich verstärkt in der Lokalpolitik und wurde Klassenpflegschaftsvorsitzende an der Gesamtschule ihrer Töchter. In dieser Position setzte sie sich gegen Formaldehyd in der Schule ein und war Mit-Initiatorin des ersten längeren Schulstreiks.

### Piccolo-Theater
Nebenbei beteiligte sich Ingund Mewes am freien Kinder- und Jugendtheater des neu gegründeten Theaters Comedia Colonia (heute: Comedia Theater), wie beispielsweise 1983 bei Das Tagebuch der Anne Frank. 1985/86 gründete sie gemeinsam mit ihrer Tochter Dorothea Mewes das Piccolo-Theater, welches sie mit dem Zusatz „Mewes & Töchter“ versahen (in Anlehnung an die gängige Bezeichnung „... & Söhne“). Später unterstützte auch ihre Tochter Christine Wolff die Theaterleitung.
Das Theater eröffnete sein Programm am 22. Februar 1986 mit der szenischen Lesung Briefe der Geschwister Scholl, welche in Zusammenarbeit mit Inge Aicher-Scholl entstanden war und auf unveröffentlichten Materialien der Familie basierte (Premiere bereits am 8. Mai 1985 in der Comedia Colonia). Insgesamt verstand sich das Piccolo als „pazifistisches und feministisches Programmtheater“ und widmete sich mit seinen Stücken vor allem Themen der Zivilcourage, Drittes Reich sowie der gesellschaftlichen und sozialen Situation der Frau.

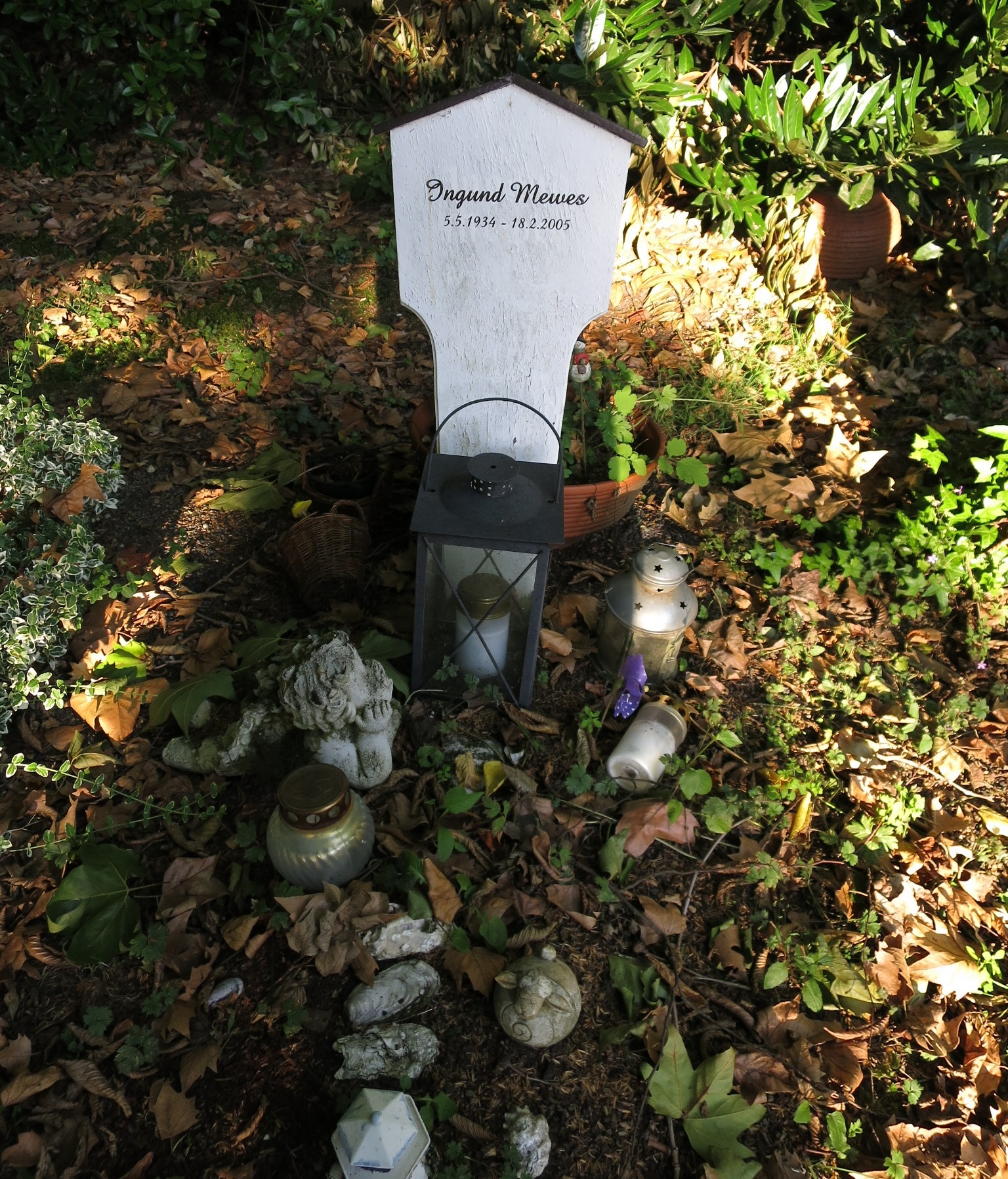
Grab Friedhof Melaten

Für die Produktionen Die Töchter der „Hexen“ von Ingund Mewes selbst und Nur Kinder, Küche, Kirche von Franca Rame und Dario Fo erhielt das Piccolo-Theater den damals noch vergebenen Publikumspreis der SK Stiftung Kultur. Das Stück Nein! von Dorothea Mewes über Erfahrungen von Kindesmissbrauch wurde 1995 ebenfalls für den Theaterpreis nominiert.
Ingund Mewes selbst wurde am 8. März 2000 zudem mit dem Inge-von-Bönninghausen-Preis „Sternschnuppe“ für ihr Lebenswerk ausgezeichnet.
Am 19. Juni 2004 feierte sie ihr 50-jähriges Bühnenjubiläum und hatte ihren letzten öffentlichen Auftritt im Theater.
Mewes starb 2005 im Alter von 70 Jahren an Krebs und wurde auf dem Kölner Melaten-Friedhof bestattet.

## Werke
Während der Zeit ihrer Leitung des Piccolo-Theaters hat Ingund Mewes folgende Bühnenstücke verfasst:
- Die Töchter der „Hexen“. Premiere: 9. September 1987. Mewes spielte in der Inszenierung der Uraufführung die Rolle der Katharina Henot selbst. 1991 ausgezeichnet mit dem Kölner Theaterpreis.
- WahnsinnsFrauen in Zusammenarbeit mit dem Ensemble. Premiere: 22. Oktober 1993.
- Power-Frauen in Zusammenarbeit mit ihrer Tochter Dorothea Mewes. Premiere: 28. Juli 1998.

## Initiative Ingund-Mewes-Platz
Die vom Kölner Schauspieler Gerd Buurmann im Jahr 2012 ins Leben gerufene Initiative setzt sich dafür ein, in Köln-Sülz eine belebte, noch unbenannte, Straßenkreuzung Ingund-Mewes-Platz zu benennen, da sich ihr Theater auf der Zülpicher Straße, einer der kreuzenden Straßen, befand.